# Танагра-жалібниця червоночуба

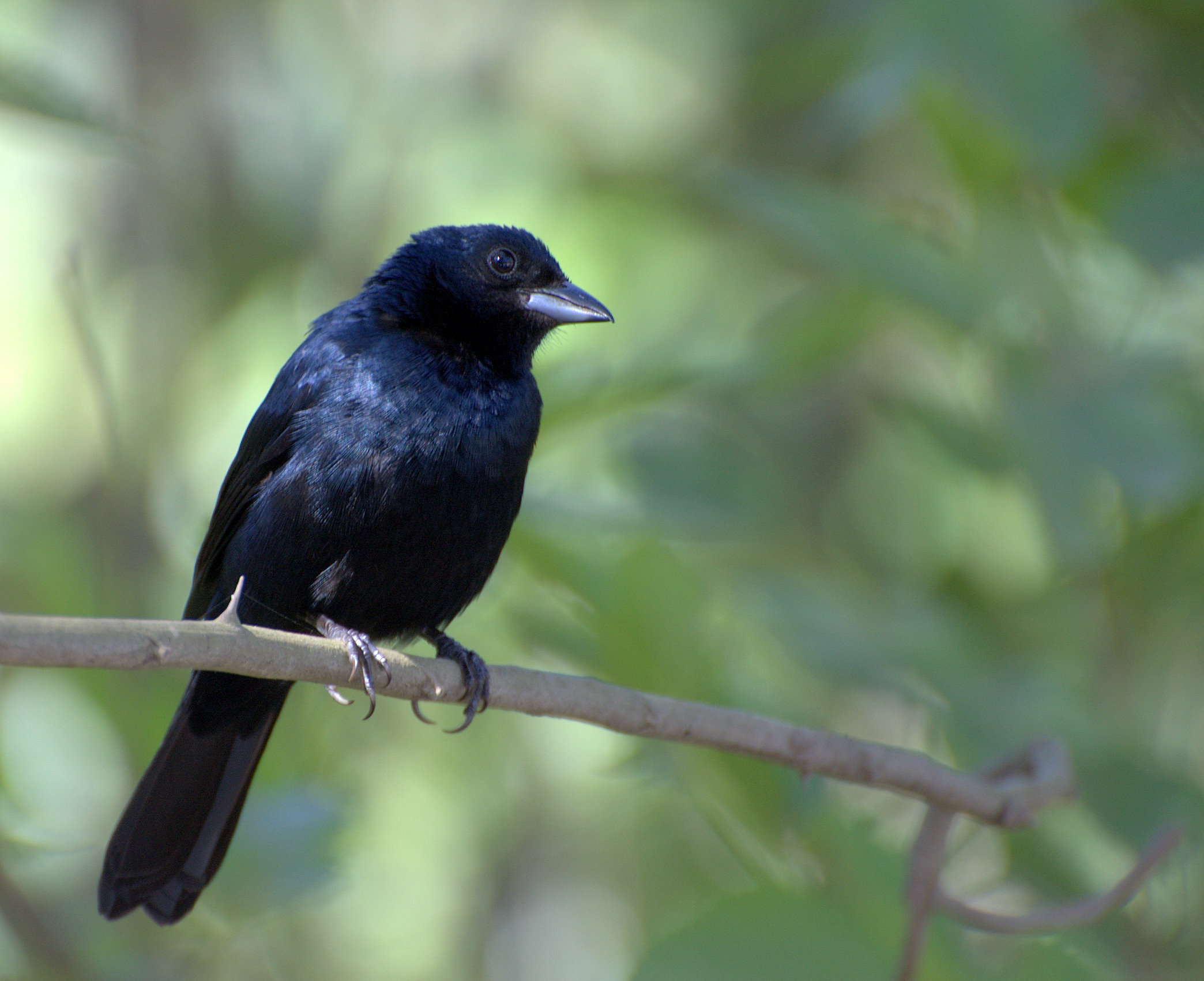
Самець червоночубої танагри-жалібниці

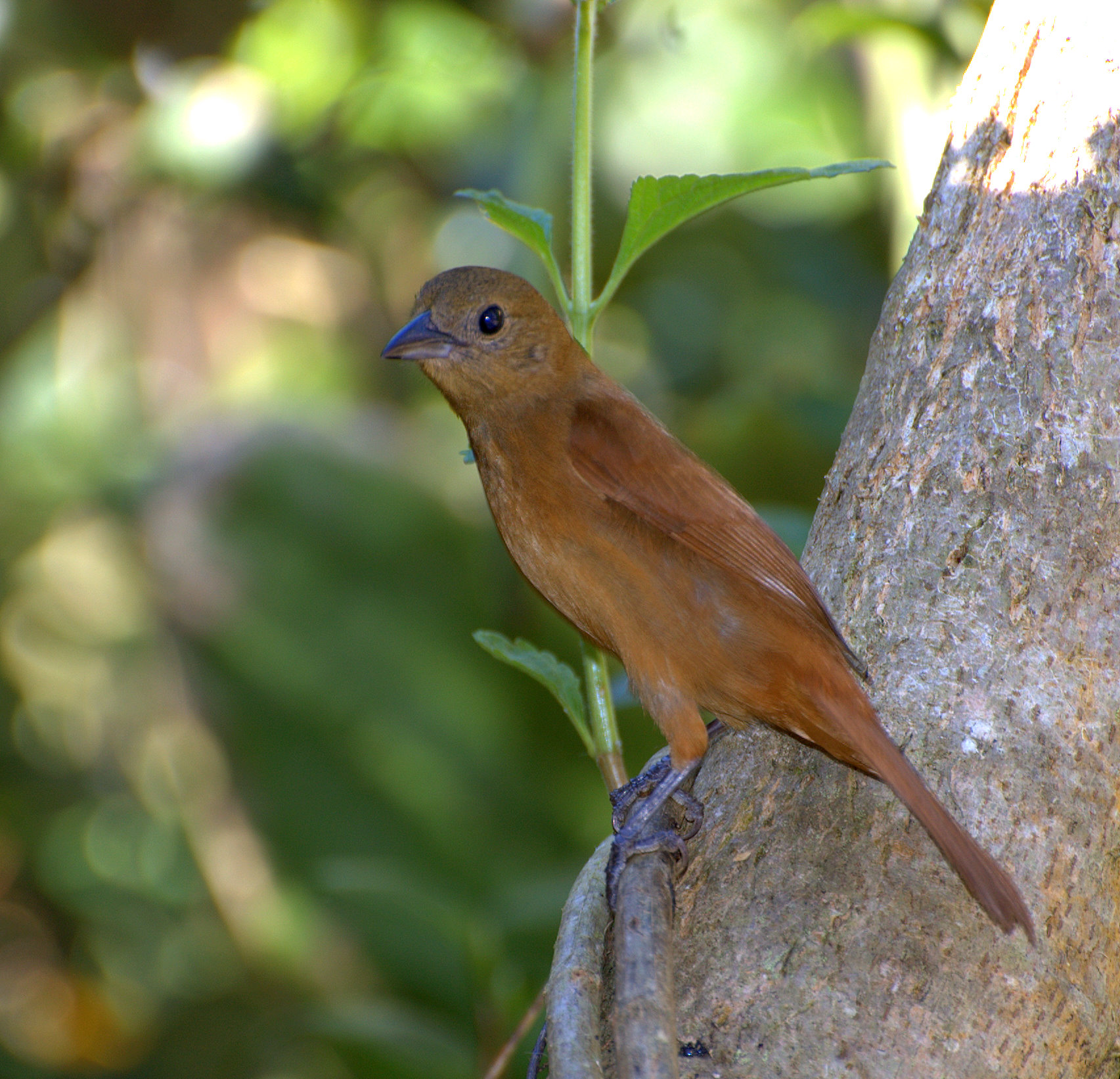
Самиця червоночубої танагри-жалібниці

Тана́гра-жалібни́ця червоночуба (Tachyphonus coronatus) — вид горобцеподібних птахів родини саякових (Thraupidae). Мешкає в Південній Америці.

## Опис
Довжина птаха становить 16 см, вага 26-33 г. Самці мають переважно чорне, блискуче забарвлення. На тімені у них малопомітний червоний чуб, який іноді стає дибки, на крилах білі плями, помітні в польоті. Самиці мають світло-коричневе забарвлення, на горлі у них малопомітні чорні смуги, крила більш темні. Дзьоб конічної форми, чорний, знизу сизуватий, лапи чорні.

## Поширення і екологія
Червоночубі танагри-жалібниці мешкають на південному сході і півдні Бразилії (від південної Баїї і Мінас-Жерайса до Ріу-Гранді-ду-Сул), на сході Парагваю і на північному сході Аргентини (Місьйонес) Вони живуть в нижньому ярусі вологих рівнинних і гірських атлантичних лісів та на узліссях. Зустрічаються на висоті до 1300 м над рівнем моря.